# Cornelis van Arendonk
Cornelis van Arendonk (Herwijnen, 13 maart 1881 - Herwijnen, 14 december 1946) was een Leidse oriëntalist en lid van de Koninklijke Nederlandse Akademie van Wetenschappen.

## Opleiding
Van Arendonk volgde het gymnasium in Kampen, waarna hij zich in 1899 als theologisch student inschreef aan de Universiteit Utrecht. In Utrecht kwam hij, via het Hebreeuws, steeds meer in aanraking met de studie der Semitische talen, vooral van het Arabisch, dat indertijd door Houtsma werd gedoceerd. Van Arendonk stopte met zijn theologische studie en ging na zijn propedeutisch examen, in 1904, naar Leiden, om daar verder Semitische talen, onder leiding van De Goeje, Oort, Eerdmans en Marquart, te studeren. In 1907 kreeg hij onder meer les van Snouck Hurgronje in de Arabische taal; hij bestudeerde verder de resultaten van de veertiende-eeuwse semietistiek en de godsdienstgeschiedenis van de islam, maar de nadruk lag meer op de geschiedenis en wel in het bijzonder van het sektewezen. Van Arendonk promoveerde in 1919 op het proefschrift De opkomst van het Zaiditisch Imamaat in Jemen, waaraan een hoofdstuk uit de vroegste geschiedenis van de Sji'itisch-sektarische beweging der Zaiden, die in de 9de eeuw de grondslag legden van een religieus-politieke maatschappij in Jemen, ten grondslag lag.

## Loopbaan
Van Arendonk volgde, kort na zijn promotie, Th. G. Juynboll op als adjutor Interpretis Legati Warneriani; deze functie was verbonden met het conservatorschap voor Oosterse handschriften in de Leidse Universiteitsbibliotheek. Hij begon met de bewerking van zeer veel handschriften maar werkte geen van de uitgaven af. Veel detailstudies van Van Arendonk werden gepubliceerd in de Encyclopedie van de Islam, waarvan hij, kort na zijn promotie, mederedacteur was. Daarnaast schreef Van Arendonk enige boekbeoordelingen en redigeerde hij een aantal publicaties, waaronder Concordantie op de Mohammedaanse traditie-literatuur.